# Garland (Maine)
Garland es un pueblo ubicado en el condado de Penobscot en el estado estadounidense de Maine. En el Censo de 2010 tenía una población de 1.105 habitantes y una densidad poblacional de 11,25 personas por km².

## Geografía
Garland se encuentra ubicado en las coordenadas 45°4′38″N 69°9′32″O / 45.07722, -69.15889. Según la Oficina del Censo de los Estados Unidos, Garland tiene una superficie total de 98.26 km², de la cual 97.56 km² corresponden a tierra firme y (0.71%) 0.7 km² es agua.

## Demografía
Según el censo de 2010, había 1.105 personas residiendo en Garland. La densidad de población era de 11,25 hab./km². De los 1.105 habitantes, Garland estaba compuesto por el 97.92% blancos, el 0.36% eran afroamericanos, el 0.18% eran amerindios, el 0% eran asiáticos, el 0% eran isleños del Pacífico, el 0% eran de otras razas y el 1.54% pertenecían a dos o más razas. Del total de la población el 0.54% eran hispanos o latinos de cualquier raza.